# 武道
武道是日本武士的軍事學，武士道則是武士階層的道德規範。日本明治維新之後，為改變江戶時代兵農分離的狀況，於1871年創設日本警察，1873年施行徵兵令，1876年施行廢刀令，以軍人與警察取代武士，武道成為日本教育的重點。為推廣武道，1895年於京都成立大日本武德會，1911年文部省將劍道與柔道加入中學校課程，1919年文部省將劍道、柔道、弓道合稱為武道。同盟國軍事佔領日本時禁止武道課程。1958年，文部省將空手道、劍道、柔道、弓道及相撲加入中學校課程，合稱為格技。

## 詞源
「武道」是一複合字，由「武」和「道」二字結合，「武」是指戰爭，「道」是方法或路徑。